# Preston, Minnesota
Preston är administrativ huvudort i Fillmore County i den amerikanska delstaten Minnesota. Orten har fått sitt namn efter kvarnbyggaren Luther Preston.